# Terra Nova National Park
Terra Nova National Park er en nationalpark i Canada, beliggende på øen Newfoundlands østkyst. Parken blev oprettet i 1957 og det beskyttede område omfatter cirka 400 kvadratkilometer. Det var den første nationalpark på Newfoundland.
Parkens navn kommer af den latinske benævnelse for Newfoundland, Terra Nova, som betyder nyt land.

## Geografi
Terra Nova National Park ligger ved havbugten Bonavista Bay som vender mod Atlanterhavet. Kysten er klipperig med mange mindre vige. Parkens indre dele består hovedsagelig af kuperede skove og vådområder.
Af de træarter som forekommer i parkens skove er sort-gran den mest karakteristiske, men skoven har også indslag af eksempelvis balsam-ædelgran og løvfældende træer af røn- og løn-slægten.